# Louis-Ovide Brunet
Louis-Ovide Brunet (ciudad de Quebec, 10 de marzo de 1826 - † ibíd, 2 de octubre de 1876 ) fue un clérigo católico y botánico canadiense. Considerado uno de los fundadores de la Botánica canadiense

## Biografía
Ovide Brunet era hijo del comerciante, Jean-Olivier Brunet, y de Cécile Lagueux. Desde 1844, estudió en el Seminario de Quebec, siendo ordenado sacerdote el 10 de octubre de 1848. En los siguientes 10 años ejerció como misionero, cura, y párroco. Después de la salida de su anterior maestro, el Abad "Edward John Horan", en 1858, fue designado como profesor de Ciencias en su alma mater, que no era otra más que la Universidad Laval. En 1852, después de la dimisión del minerólogo Thomas Sterry Hunt, Brunet le sucedió en la Cátedra de Historia Natural. Su experiencia como botánico se acrecentó en sus trabajos de campo en Ontario y Quebec, además de 2 años que pasó en Europa visitando herbarios europeos y por supuesto en la Sorbona, el Jardin des Plantes, y el Museo Nacional de Historia Natural de Francia en París.
Ovide Brunet se carteaba con otros botánicos como el estadounidense Asa Gray, quien le animó para emprender una investigación de la Flora canadiense. Este trabajo lo comenzó en 1860 y reunió más de 582 páginas, pero nunca fue publicado, parcialmente como resultado de la publicación de Flore canadienne en 1862, por su competidor Léon Provancher. En 1870 Ovide Brunet publica su mayor trabajo botánico, Éléments de botanique et de physiologie végétale, suivis d’une petite flore simple et facile pour aider à découvrir les noms des plantes les plus communes au Canada. Sin embargo, con poco reconocimiento, después de esto y con una salud precaria, se retiró a la edad de 44 años a la casa de su madre y de su hermana. Murió en la ciudad de Quebec el 2 de octubre de 1876.

## Obras
- Catalogue des plantes canadiennes contenues dans l'herbier de l'Universite Laval et recueilles pendant les annees Brunet, Ovide. Quebec. 1858-1865
- Catalogue des Vegetaux Ligneux du Canada pour Servir a l'Intelligence des Collections de Bois Economiques Envoyees a l'Exposition Universelle de París, 1867, par l'abbe Ovide Brunet Brunet, Ovide. Quebec. 1858-1865
- Éléments de botanique et de physiologie végétale, suivis d’une petite flore simple et facile pour aider à découvrir les noms des plantes les plus communes au Canada Brunet, Ovide. Quebec. 1870

- La abreviatura «Brunet» se emplea para indicar a Louis-Ovide Brunet como autoridad en la descripción y clasificación científica de los vegetales.[1]